# Skakavac (Czarnogóra)
Skakavac (cyr. Скакавац) – wieś w Czarnogórze, w gminie Berane. W 2011 roku liczyła 111 mieszkańców.